# Hallunda

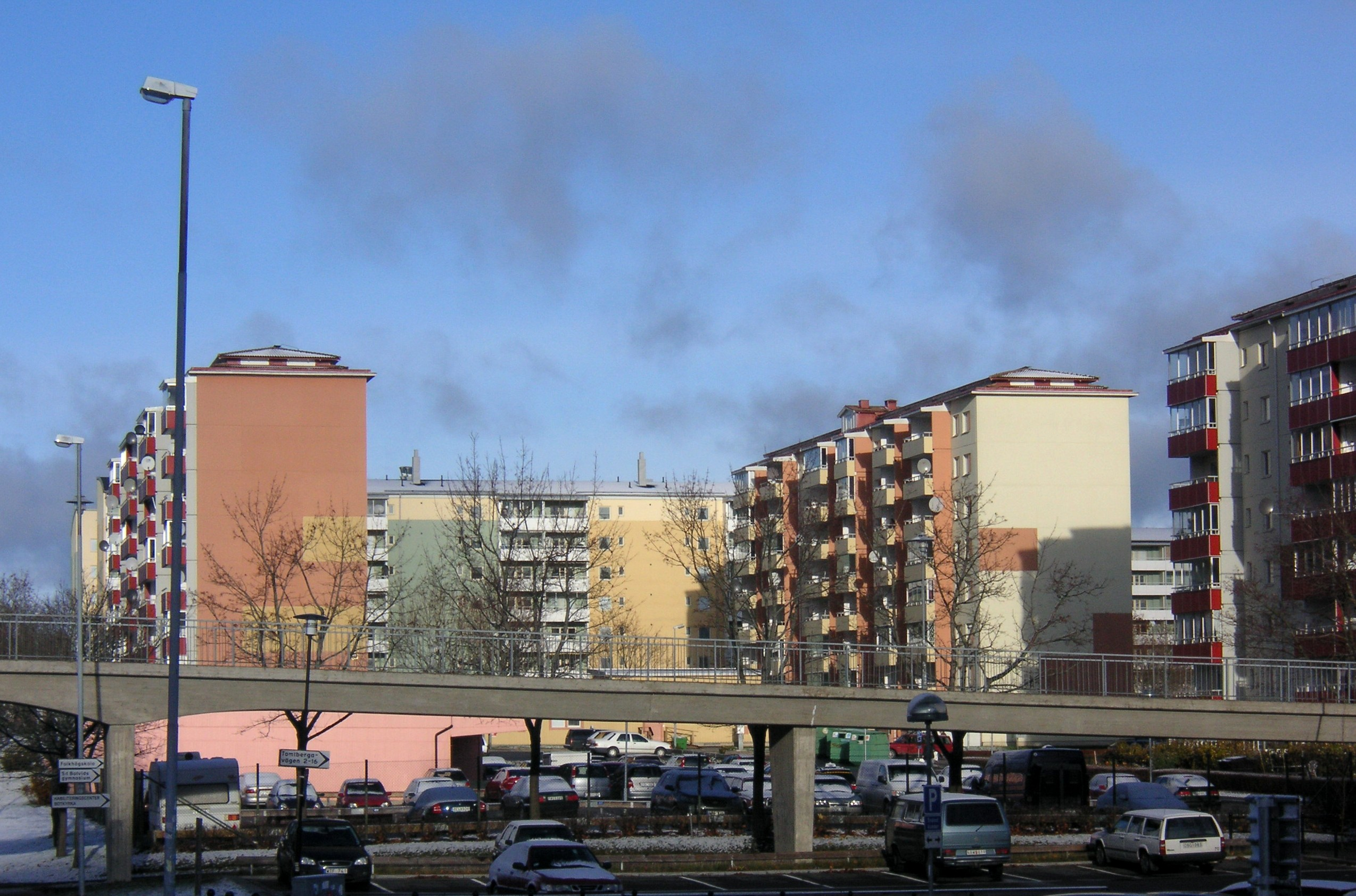
Hallunda em novembro de 2007

Hallunda é um bairro que constitui a Freguesia Administrativa de Hallunda-Norborg.

Está localizado na Península de Södertörn e pertence à Comuna de Botkyrka, no Condado de Estocolmo, na Suécia. Hallunda foi fundado em 1970-75. É servido pela Estação Hallunda do Metropolitano de Estocolmo.